# 장경동 목사의 잘 살아보세
《장경동 목사의 잘 살아보세》는 이장님 댁에 찾아온 손님과 도란도란 이야기를 나누며 주민들이 내놓은 삶의 고민을 풀어가는 CTS기독교TV의 대국민 고민 해결 토크 프로그램이다.

## 진행
- 장경동
- 류지광

## 패널
- 김민정
- 윤설미